# Przestrzeń probabilistyczna
Przestrzeń probabilistyczna (trójka probabilistyczna) – struktura umożliwiająca opis procesu losowego (tj. procesu, którego wynik jest losowy) poprzez określenie przestrzeni zdarzeń elementarnych i określenie na jej podzbiorach funkcji prawdopodobieństwa spełniającej odpowiednie aksjomaty.
Powszechnie dziś przyjmowana aksjomatyka prawdopodobieństwa (zwana aksjomatami Kołmogorowa) została podana w 1933 roku przez Andrieja Kołmogorowa i pozwoliła ująć teorię prawdopodobieństwa w postaci nowoczesnej teorii aksjomatycznej.

## Definicje
Konstrukcja przestrzeni probabilistycznej {\displaystyle (\Omega ,{\mathcal {F}},P)} przebiega w trzech etapach:
1. ustalenie niepustego zbioru {\displaystyle \Omega ,} zwanego przestrzenią zdarzeń elementarnych,
2. określenie na nim σ-ciała {\displaystyle {\mathcal {F}},} zwanego przestrzenią zdarzeń losowych,
3. określenie na {\displaystyle {\mathcal {F}}} unormowanej miary {\displaystyle P} – miary probabilistycznej (prawdopodobieństwa).

### Definicja prawdopodobieństwa
Niech {\displaystyle {\mathcal {F}}} będzie σ-ciałem określonym na danym zbiorze {\displaystyle \Omega .} Elementy σ-ciała nazywa się zdarzeniami losowymi.
Funkcję {\displaystyle P\colon {\mathcal {F}}\to \mathbb {R} } o wartościach rzeczywistych nazywa się miarą probabilistyczną (prawdopodobieństwem), jeżeli spełnione są warunki:
- nieujemności (tj. prawdopodobieństwo dowolnego zdarzenia jest nieujemne):
{\displaystyle P(A)\geqslant 0} dla dowolnego zdarzenia {\displaystyle A\in {\mathcal {F}};}
- unormowania do jedności (tj. prawdopodobieństwo zdarzenia pewnego wynosi 1):
{\displaystyle P(\Omega )=1\qquad (\Omega \in {\mathcal {F}});}
- przeliczalnej addytywności (dla przeliczalnej rodziny zbiorów parami rozłącznych):
{\displaystyle P\left(\bigcup _{i=1}^{\infty }A_{i}\right)=\sum _{i=1}^{\infty }P(A_{i}),}

przy czym {\displaystyle A_{i}\cap A_{j}=\varnothing ,} gdy {\displaystyle i\neq j.}
Warunki pierwszy i trzeci gwarantują, iż funkcja {\displaystyle P} jest miarą, podczas gdy drugi czyni z niej miarę probabilistyczną.

### Definicja przestrzeni probabilistycznej
Układ {\displaystyle (\Omega ,{\mathcal {F}},P)} nazywa się przestrzenią probabilistyczną.

## Własności prawdopodobieństwa
Niech {\displaystyle A_{1},A_{2},\dots ,A,B,A^{c}\in {\mathcal {F}}.}
Wprost z aksjomatów Kołmogorowa wynikają następujące własności:
- prawdopodobieństwo jest miarą skończoną, tj. prawdopodobieństwa są określone liczbami skończonymi,
- prawdopodobieństwo zdarzenia niemożliwego jest zerowe:
{\displaystyle P(\varnothing )=0\quad (\varnothing \in {\mathcal {F}}),}
- skończona addytywność (dla skończonej rodziny zbiorów rozłącznych):
{\displaystyle P\left(\bigcup _{i\in I}A_{i}\right)=\sum _{i\in I}P(A_{i}),} {\displaystyle A_{i}\cap A_{j}=\varnothing } dla {\displaystyle i\neq j,} przy czym sumowanie dotyczy skończonej liczby zbiorów,
- prawdopodobieństwo zdarzenia przeciwnego:
{\displaystyle P(A^{\mathrm {c} })=1-P(A),} przy czym {\displaystyle A^{\mathrm {c} }} jest zdarzeniem przeciwnym do {\displaystyle A,}
- ograniczenie górne prawdopodobieństwa:
{\displaystyle P(A)\leqslant 1,}
- monotoniczność:
{\displaystyle P(A)\leqslant P(B)} dla {\displaystyle A\subseteq B,}
- prawdopodobieństwo alternatywy dwóch zdarzeń (zob. zasada włączeń i wyłączeń):
{\displaystyle P(A\cup B)=P(A)+P(B)-P(A\cap B).}

## Definicje prawdopodobieństwa

### Definicja klasyczna (dla zbiorów skończonych)
{\displaystyle \Omega } jest zbiorem skończonym, to zwykle przyjmuje się, że {\displaystyle {\mathcal {F}}} jest rodziną wszystkich podzbiorów zbioru {\displaystyle \Omega ,} a prawdopodobieństwo {\displaystyle P} dane jest wzorem
{\displaystyle P(A)={\frac {\#A}{\#\Omega }}} dla każdego zbioru {\displaystyle A\in {\mathcal {F}},}
gdzie {\displaystyle \#A} oznacza liczbę elementów zbioru {\displaystyle A.} Tak zdefiniowane prawdopodobieństwo na tzw. klasyczna definicja prawdopodobieństwa.

### Definicja geometryczna (dla zbiorów nieskończonych)
Niech dany będzie zbiór {\displaystyle \Omega } oraz zadana będzie miara {\displaystyle \mu } na tym zbiorze tak, że miara zbioru {\displaystyle \Omega } jest skończona.
Wtedy zbiór {\displaystyle \Omega } może pełnić rolę przestrzeni zdarzeń elementarnych, zaś określone na tym zbiorze σ-ciało {\displaystyle {\mathcal {F}}} podzbiorów mierzalnych stanowi zbiór możliwych zdarzeń elementarnych.
Definicja: Prawdopodobieństwem zdarzenia {\displaystyle A\in {\mathcal {F}}} jest iloraz miary {\displaystyle \mu (A)} podzbioru {\displaystyle A} przez miarę {\displaystyle \mu (\Omega )} przestrzeni {\displaystyle \Omega ,} tj.
{\displaystyle P(A)={\frac {\mu (A)}{\mu (\Omega )}}} dla każdego zbioru {\displaystyle A\in {\mathcal {F}},}
Np.
- {\displaystyle \Omega } jest przedziałem jednostkowym
{\displaystyle \Omega =[0,1]}
- {\displaystyle {\mathcal {F}}} jest σ-ciałem podzbiorów przedziału {\displaystyle [0,1],} które są mierzalne w sensie Lebesgue’a, tj.
{\displaystyle {\mathcal {F}}\equiv {\mathfrak {L}}_{[0,1]},}
- {\displaystyle P} jest miarą Lebesgue’a {\displaystyle \lambda } określoną na {\displaystyle P,} tj.
{\displaystyle P\equiv \lambda ,}

Mówimy wtedy, że przestrzeń probabilistyczna {\displaystyle ([0,1],{\mathfrak {L}}_{[0,1]},\lambda )} realizuje tzw. geometryczną definicję prawdopodobieństwa.

## Przykłady innych miar prawdopodobieństwa
1) Niech {\displaystyle (\Omega ,{\mathcal {F}},P)} będzie pewną przestrzenią probabilistyczną (np. jedną z powyższych), zaś {\displaystyle X\colon \Omega \to \mathbb {R} } niech będzie zmienną losową. Jeżeli {\displaystyle P_{X}} jest rozkładem prawdopodobieństwa (tzn. miarą obrazową) {\displaystyle X,} tj.
{\displaystyle P_{X}(A)=P{\big (}X^{-1}(A){\big )}\ {\overset {\underset {\mathrm {ozn} }{=}}{P}}(X\in A)} dla dowolnego {\displaystyle A\in {\mathfrak {B}}_{\mathbb {R} },} {\displaystyle {\mathfrak {B}}_{\mathbb {R} }} oznacza σ-ciało podzbiorów borelowskich na {\displaystyle \mathbb {R} ,}
to {\displaystyle P_{X}} jest miarą probabilistyczną, wobec czego {\displaystyle (\mathbb {R} ,{\mathfrak {B}}_{\mathbb {R} },P_{X})} również jest przestrzenią probabilistyczną.
2) Do ważnych przykładów miar probabilistycznych można zaliczyć miarę Dieudonnégo, miarę Diraca i standardową miarę Gaussa.